# Albumy numer jeden w roku 2002 (Polska)
Artykuł prezentuje listę albumów numer jeden w notowaniu OLiS w roku 2002.

## Historia listy
| Data publikacji | Album                                          | Wykonawca                      | Źródło |
| --------------- | ---------------------------------------------- | ------------------------------ | ------ |
| 14 stycznia     | Ad.4                                           | Ich Troje                      | [ 1 ]  |
| 21 stycznia     | Ad.4                                           | Ich Troje                      | [ 2 ]  |
| 28 stycznia     | Ad.4                                           | Ich Troje                      | [ 3 ]  |
| 4 lutego        | Ten New Songs                                  | Leonard Cohen                  | [ 4 ]  |
| 11 lutego       | Ten New Songs                                  | Leonard Cohen                  | [ 5 ]  |
| 25 lutego       | Lord of the Rings – The Fellowship of the Ring | Muzyka filmowa                 | [ 6 ]  |
| 4 marca         | Lord of the Rings – The Fellowship of the Ring | Muzyka filmowa                 | [ 7 ]  |
| 11 marca        | Lord of the Rings – The Fellowship of the Ring | Muzyka filmowa                 | [ 8 ]  |
| 18 marca        | Lord of the Rings – The Fellowship of the Ring | Muzyka filmowa                 | [ 9 ]  |
| 25 marca        | Perła                                          | Edyta Górniak                  | [ 10 ] |
| 2 kwietnia      | Golec uOrkiestra 3 – Kiloherce prosto w serce  | Golec uOrkiestra               | [ 11 ] |
| 8 kwietnia      | Nienasycenie                                   | Anna Maria Jopek               | [ 12 ] |
| 10 kwietnia     | Nienasycenie                                   | Anna Maria Jopek               | [ 13 ] |
| 17 kwietnia     | Nienasycenie                                   | Anna Maria Jopek               | [ 14 ] |
| 29 kwietnia     | Nienasycenie                                   | Anna Maria Jopek               | [ 15 ] |
| 13 maja         | Nienasycenie                                   | Anna Maria Jopek               | [ 16 ] |
| 20 maja         | Nienasycenie                                   | Anna Maria Jopek               | [ 17 ] |
| 27 maja         | Po piąte... a niech gadają                     | Ich Troje                      | [ 18 ] |
| 3 czerwca       | Po piąte... a niech gadają                     | Ich Troje                      | [ 19 ] |
| 10 czerwca      | Po piąte... a niech gadają                     | Ich Troje                      | [ 20 ] |
| 17 czerwca      | Po piąte... a niech gadają                     | Ich Troje                      | [ 21 ] |
| 24 czerwca      | Po piąte... a niech gadają                     | Ich Troje                      | [ 22 ] |
| 1 lipca         | Po piąte... a niech gadają                     | Ich Troje                      | [ 23 ] |
| 8 lipca         | Po piąte... a niech gadają                     | Ich Troje                      | [ 24 ] |
| 15 lipca        | Po piąte... a niech gadają                     | Ich Troje                      | [ 25 ] |
| 22 lipca        | By the Way                                     | Red Hot Chili Peppers          | [ 26 ] |
| 29 lipca        | By the Way                                     | Red Hot Chili Peppers          | [ 27 ] |
| 5 sierpnia      | Po piąte... a niech gadają                     | Ich Troje                      | [ 28 ] |
| 12 sierpnia     | Po piąte... a niech gadają                     | Ich Troje                      | [ 29 ] |
| 19 sierpnia     | Po piąte... a niech gadają                     | Ich Troje                      | [ 30 ] |
| 26 sierpnia     | Po piąte... a niech gadają                     | Ich Troje                      | [ 31 ] |
| 2 września      | 200 Po Vstrechnoy                              | t.A.T.u.                       | [ 32 ] |
| 9 września      | Seul                                           | Garou                          | [ 33 ] |
| 16 września     | 4                                              | Wilki                          | [ 34 ] |
| 23 września     | 4                                              | Wilki                          | [ 35 ] |
| 30 września     | 4                                              | Wilki                          | [ 36 ] |
| 7 października  | Występ                                         | KaEnŻet (Kazik na żywo)        | [ 37 ] |
| 14 października | Występ                                         | KaEnŻet (Kazik na żywo)        | [ 38 ] |
| 21 października | Występ                                         | KaEnŻet (Kazik na żywo)        | [ 39 ] |
| 28 października | Antidotum                                      | Kasia Kowalska                 | [ 40 ] |
| 4 listopada     | Antidotum                                      | Kasia Kowalska                 | [ 41 ] |
| 11 listopada    | Antidotum                                      | Kasia Kowalska                 | [ 42 ] |
| 18 listopada    | Antidotum                                      | Kasia Kowalska                 | [ 43 ] |
| 25 listopada    | ...Bo marzę i śnię                             | Krzysztof Krawczyk             | [ 44 ] |
| 2 grudnia       | ...Bo marzę i śnię                             | Krzysztof Krawczyk             | [ 45 ] |
| 9 grudnia       | ...Bo marzę i śnię                             | Krzysztof Krawczyk             | [ 46 ] |
| 16 grudnia      | ...Bo marzę i śnię                             | Krzysztof Krawczyk             | [ 47 ] |
| 23 grudnia      | Upojenie                                       | Anna Maria Jopek & Pat Metheny | [ 48 ] |